# Vista del Fuji desde un campo en la provincia de Owari
Vista del Fuji desde un campo en la provincia de Owari (尾州不二見原 Bishū Fujimigahara?) es una estampa japonesa de estilo ukiyo-e obra de Katsushika Hokusai. Fue producida entre 1830 y 1832 como parte de la célebre serie Treinta y seis vistas del monte Fuji, a finales del período Edo. La impresión muestra a un artesano en el proceso de creación de un tonel. Se desconoce la razón del autor de incluir a la provincia de Owari en este conjunto de grabados, ya que desde esta zona en la parte occidental de la actual prefectura de Aichi no se puede observar el monte Fuji —que se encuentra a unos 240 km de distancia—.

## Descripción
La imagen retrata a un hombre afanoso en su tarea de sellar las costuras entre los tablones de madera; al enmarcar al tonelero y el monte Fuji en el interior del barril, Hokusai establece «un diálogo» entre ambos. Esta yuxtaposición le da un carácter religioso al trabajo honesto del artesano, debido al carácter simbólico de la montaña en la cultura japonesa. El fondo, con la llanura de campos de arroz, está distribuido de tal forma que parece un «escenario teatral».
Esta impresión en particular es conocida por su composición basada en formas geométricas simples. Sin su típico interés por los detalles, en esta ocasión el autor solo emplea unos pocos elementos: un árbol, arbustos, el barril, el tonelero junto a su caja de herramientas y el monte al fondo. Las tiras circulares de bambú en el suelo hacen eco de la forma redonda del tonel. El Fuji contrasta por su menor tamaño y su silueta triangular. El primer plano y el fondo están conectados a través de las líneas rectangulares que ofrecen los rectangulares. El color predominante es el amarillo verdoso, aplicado de forma suave en la vanguardia, aunque también se aprecian tonos azules, verdes y grises.